# NGC 3810
NGC 3810 (również PGC 36243 lub UGC 6644) – galaktyka spiralna (Sc), znajdująca się w gwiazdozbiorze Lwa. Odkrył ją William Herschel 15 marca 1784 roku.
W galaktyce tej zaobserwowano supernowe SN 1997dq i SN 2000ew.